# Carrascosa de la Sierra
Carrascosa de la Sierra es un municipio de la provincia de Soria, 
partido judicial de Soria, comunidad autónoma de Castilla y León, España. La localidad, con categoría histórica de villa, está situada en la comarca de Almarza. Su población es de 18 habitantes según datos del INE en 2017. Representa el 0,02% de toda la provincia. El término municipal tiene una superficie de 12,76 km². Su densidad de población es de 1,41 hab./km².

## Geografía

Término municipal

Esta pequeña población de la comarca de Almarza está ubicada en el norte de la provincia, bañado por el río Chico afluente del Merdancho en la cuenca del Duero al sur de la sierra del Rodadero, a la sombra del Piedra de la Mina (1487 m s. n. m.)y en la ladera meridional de la sierra del Cayo.
Limita al NO con Castilfrío de la Sierra, al NE con Valtajeros, al E con el término municipal de Magaña, al O con Aldealices, al SO con Aldealseñor, y al S con La Losilla.
| Noroeste: Castilfrio de la Sierra | Norte: Castilfrio de la Sierra y Valtajeros | Noreste: Valtajeros          |
| Oeste: Aldealices                 |                                             | Este: Magaña                 |
| Suroeste: Aldealseñor             | Sur: La Losilla                             | Sureste: La Losilla y Magaña |

En su término municipal se asientan dos despoblados; el de Saelices o Cabrejas a unos 3 km de la localidad y el de El Villar a 1,5 km.
Vías de acceso : SORIA ► SO-P- 1001 ► Almajano ► SO-P-1206 ► SO-P-1214 ► Carrascosa de la Sierra
| Identificador | Itinerario                                 |
| ------------- | ------------------------------------------ |
| SO-P-1001     | Soria – Renieblas – Almajano               |
| SO-P-1206     | Almajano – Cirujales del Río – Aldealseñor |
| SO-P-1214     | Carrascosa de la Sierra                    |

### Clima
El clima es típicamente continental, con inviernos largos y fríos: las temperaturas llegan a ser inferiores a los −10 °C. El verano es corto y suave, pudiéndose fijar los 35 °C como temperatura límite, raramente sobrepasada. La oscilación térmica mensual es muy elevada, lo que pone de manifiesto el carácter continental del clima.
En cuanto a la distribución estacional de las precipitaciones hay que señalar que se produce un mínimo general en los meses de julio y agosto.
Los máximos se producen en primavera y en la estación invernal.
La pluviometría media anual se sitúa en torno a los 635. mm anuales.
Las precipitaciones en forma de nieve tienen bastante relevancia durante los meses de invierno, aunque en ocasiones se ha registrado nieve a finales
de otoño, inicio de primavera e incluso mediados de mayo.

### Medio ambiente
En su término e incluidos en la Red Natura 2000 los siguientes lugares:
- Lugar de Interés Comunitario conocido como Oncala-Valtajeros ocupando 119 hectáreas, el 9% de su término. En este espacio todavía es posible contemplar los últimos lobos en libertad.[2]
- Por su término discurre la Cañada Real Soriana Oriental.

## Historia
Aunque no hay una referencia exacta sobre el momento de nacimiento del municipio, posiblemente se sitúa en torno al siglo XVI,  como indican varias inscripciones en la piedra de algunas viviendas. Sí es evidente el resurgimiento de este pueblo en el S. XVIII, cuando se afincaron ganaderos de cierto relieve del Real Concejo de la Mesta, como lo atestiguan las sólidas casas construidas en ese periodo. Un testimonio más que apoya esta hipótesis es el libro titulado "Vida Pastoril", cuyo autor, Manuel del Río Alcalde, fue nacido en Carrascosa de la Sierra en el año 1757, y no hay duda que fue un afamado ganadero perteneciente al Real Concejo de la Mesta, como se confirma en el citado libro.
Según el catastro del marqués de la Ensenada, perteneció al duque de Alba, el cual sólo tenía el privilegio de nombrar alcalde mayor. Era la Real Hacienda la que percibía el derecho de Alcabalas y Martiniega, al no haber presentado el duque el título de su pertenencia en la Real Junta de Incorporación, por lo que la propiedad de la villa era puramente nominal. Al marqués de Vadillo, que por entonces era José Bartolomé de Salcedo, le pertenecían dos novenos de los diezmos.  
En 1836, se suprimió la institución del Concejo de la Mesta, lo que hundió el comercio ganadero, principal fuente de riqueza para Carrascosa de la Sierra.
A la caída del Antiguo Régimen la localidad se constituye en municipio constitucional en la región de Castilla la Vieja, partido de Soria que en el censo de 1842 contaba con 77 hogares y 285 vecinos. Por esas mismas fechas,   según el diccionario geográfico-histórico de Pascual Madoz, el pueblo disponía de cárcel, escuela, una fuente, dos ermitas (Ntra. Sra. de la Soledad y San Gregorio), un molino harinero y algunos telares de lienzos ordinarios para las necesidades del vecindario.
Hasta la reforma de la nomenclatura municipal de 1916 el municipio se llamaba Carrascosa Sierra. En dicha fecha su nombre fue modificado por el de Carrascosa.Ya en la segunda mitad del S.XX, comenzó la progresiva despoblación de la Villa, potenciada por el declinar de la actividad agrícola y ganadera, la emigración en busca de empleo en la industria del País Vasco o la mejora en la formación académica de muchos jóvenes de la localidad, entre otras causas.

## Geografía humana

### Demografía
Cuenta con una población de 19 habitantes (INE 2024).
| Gráfica de evolución demográfica de Carrascosa de la Sierra entre 1842 y 2021                                         |
| |
| Población de derecho según los censos de población del INE. Población de hecho según los censos de población del INE. |

## Administración y política
El municipio se constituye en régimen de concejo abierto en el que la asamblea vecinal hace las veces de pleno del ayuntamiento.
| Periodo   | Nombre                      | Partido |
| --------- | --------------------------- | ------- |
| 1979-1983 | Marino González Romero      | UCD     |
| 1983-1987 | Marino González Romero      | IND     |
| 1987-1991 | Marino González Romero      | AP      |
| 1991-1995 | Marino González Romero      | PP      |
| 1995-1999 | Marino González Romero      | PP      |
| 1999-2003 | Marino González Romero      | PP      |
| 2003-2007 | Marino González Romero      | PP      |
| 2007-2011 | Gemma María Martínez Romero | AICS    |
| 2011-2015 | Gemma María Martínez Romero | AICS    |
| 2015-2019 | José María Valoria Lafuente | AICS    |
| 2019-2023 | José María Valoria Lafuente | AICS    |
| 2023-act. | David Martínez Romero       | AIECS   |

## Cultura

### Patrimonio

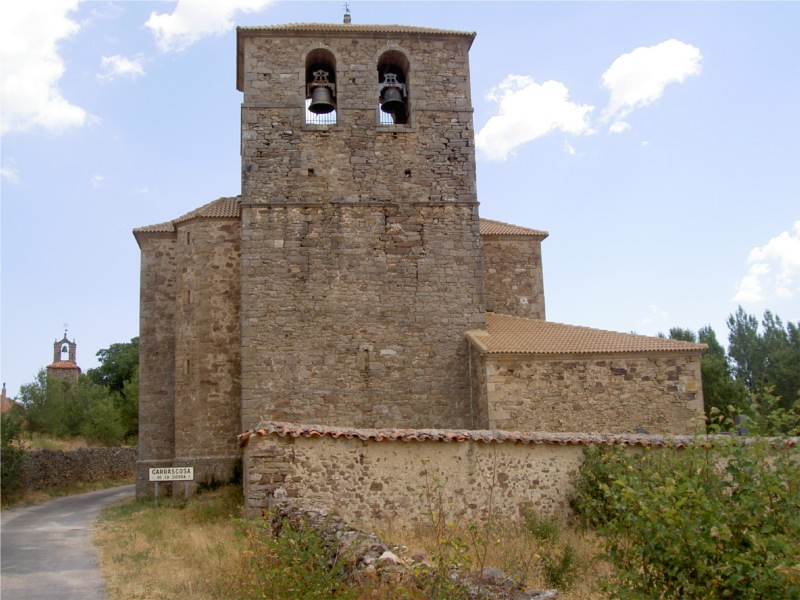
Iglesia de San Juan Bautista

#### Arquitectura religiosa
- Iglesia de San Juan Bautista. En origen, fue un templo románico de una sola nave, del siglo XVI-XVII, coincidiendo con la fundación del pueblo. Planta de cruz latina, ábside con piedra a cara vista y de gran vistosidad. Una remodelación en el siglo XVIII, al adquirir el pueblo la categoría de Villa, cambió su estructura, salvo el ábside, convertido en capilla bautismal. Siete altares y el retablo mayor se distribuyen por su interior. Conserva una pila bautismal románica, con basamento circular y copa troncocónica decorada con una moldura sogueada y una serie de arcos rebajados que apoyan sobre columnillas pareadas.[6]
- Ermita de la Soledad.
- Ermita de San Gregorio (en ruinas).

#### Arquitectura civil
- Torre del Reloj. Singular y emblemático edificio en la plaza Mayor, espadaña con campana y esfera con los números grabados en piedra de sillería. Su sonora campana servía para marcar los tiempos de trabajo en las labores del campo.

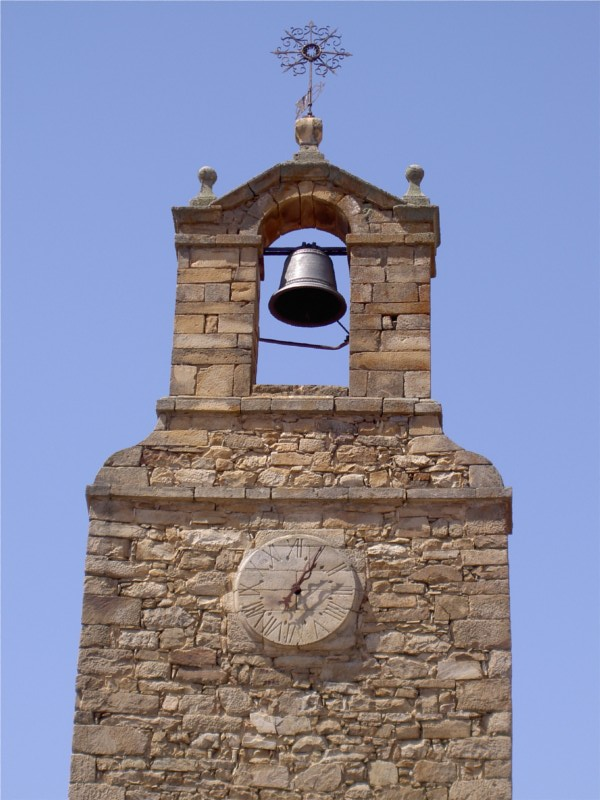
Espadaña y reloj

- Antigua cárcel. Reducida construcción donde permanecían presos los reos.
- Rollo o Picota. Actualmente adosada al edificio de la antigua cárcel y torre del reloj, símbolo de la Villa.
- Contadero de ovejas. Se utilizaba para contar las cabezas de ganado.
- Cocina del pueblo. Dispuesta con una chimenea central y bancos alrededor de la mesa, era lugar de reunión de los hombres en invierno.
- Antiguas escuelas.
- Ayuntamiento.
- Fragua.
- Fuente.
- Lavadero.
- Pilón.

#### Monumentos megalíticos

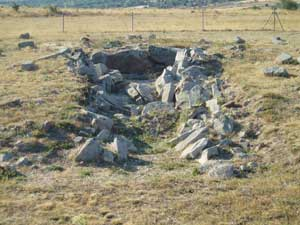
Dolmen del Alto de la Tejera

- Dolmen del Alto de la Tejera, situado en el límite con el término municipal de Castilfrío de la Sierra, fue descubierto en 1985. Es único de la provincia de Soria y consta de una cámara circular de 3,80 m de diámetro formada por 6 grandes bloques de piedra de hasta 2 m de largo a la que se accedía a través de un pasillo de unos 70 cm de ancho. Toda esta construcción estaba cubierta de por un gran amontonamiento de piedras y tierra de forma circular de unos 18 m de diámetro. Este tipo de construcciones datan de unos 4000 – 5000 años atrás y eran destinadas a enterramientos.

### Fiestas
- Fiesta de San Juan Bautista, el 24 de junio.
- Fiestas de Ntra. Sra. del Rosario, el primer fin de semana de octubre.
- Fiestas populares, el segundo fin de semana de agosto.